# Slobodan Popović
Slobodan Popović (né le 28 septembre 1962 à Inđija) est un athlète serbe, spécialiste des courses de demi-fond.

## Biographie
Concourant pour la Yougoslavie, il se classe cinquième du 800 m lors des championnats du monde en salle 1987 et remporte cette même année la médaille d'or des Universiades d'été. Il se classe 7e des championnats du monde 1987 à Rome.
Il se classe cinquième du 800 m lors des championnats d'Europe en salle 1988, et cinquième des championnats d'Europe 1990 sur 800 m et 4 × 400 m.